# 亞瑟·衛斯理
亞瑟·衛斯理（英語：Arthur Weasley）是J·K·羅琳的《哈利·波特》小說系列內的一個虛構的角色，是巫師家族衛斯理氏的長輩，由於衛斯理一家對麻瓜世界事物的興趣，以致被食死人視為「血統叛徒」。亞瑟·衛斯理跟他的妻子茉莉·衛斯理育有六名兒子和一名女兒，他們分別是比爾·衛斯理、查理·衛斯理、派西·衛斯理、弗雷·衛斯理、喬治·衛斯理、榮恩·衛斯理和金妮·衛斯理。

## 角色發展
亞瑟·衛斯理於霍格華茲的在學期間屬於葛萊分多學院，當時的他被描述為又高又瘦，髮際線後移並戴着角框眼鏡的男生。他為人和藹可親且心胸寬廣，他在家裏往往不是權威人物；其妻子茉莉則負責管教的那個部分。亞瑟熱愛著麻瓜的一切用品，並着迷於了解麻瓜的習俗與發明，並擁有大量主要是麻瓜使用過之物品的收藏。
亞瑟原在魔法部的麻瓜人工製品濫用局工作，由於亞瑟薪資不高，家中的孩子又多，以致他們家裡大多數的東西都是二手的。他曾購得一輛二手的麻瓜汽車，回來後並施加魔法以改造成飛天汽車，然而在中遭榮恩及哈利駕駛著它撞上了渾拚柳，及後這輛飛天汽車留在校園的禁忌森林裡，亞瑟也沒有試圖把它找回來。根據亞瑟的說法，只要不是真的去使用改造過的麻瓜物品就不算違法。但是根據榮恩的說法，如果亞瑟要突襲檢查他們家，亞瑟就是第一個要被抓的人。
在的時候，亞瑟由於暗中執行鳳凰會指派的任務時在魔法部遭到佛地魔與其蛇妖的攻擊，因為哈利能夠跟佛地魔及其蛇妖的思緒相連而得知此事，使哈利因此能夠立刻透過校方作出警告，讓亞瑟能夠在魔法部其他人發現前立即順利地送到聖蒙果醫院進行治療，他並在那裡完全康復。羅琳透露，在《鳳凰會的密令》原稿中，她曾計劃把亞瑟殺死。然而她改變了主意，指自己不能把亞瑟殺死，因為他是該系列中為數不多的好父親之一。但是，由於她「希望殺死父母」，她以路平和東施的性命來換取饒過亞瑟的命。
在中，亞瑟於後來接掌魔法部部長盧夫·昆爵因應局勢所設立的新單位－偽造防禦咒語暨防護品偵查沒收處，亞瑟升任至「偵查和沒收偽造防禦法術和保護物品」的部門主管，並帶領著十名員工。其護法咒是一隻鼬鼠。
亞瑟最後出現於中，他陪同其兒子們作為「七個波特」行動的成員，作為把哈利從小惠因區轉移的先遣隊成員。後來亞瑟繼續於魔法部工作，但他的一舉一動都被追踪。當他發現榮恩跟哈利一起遠行而不是臥病在家時，衛斯理一家不得不躲藏起來。亞瑟於霍格華茲大戰裡再次出現，他在當中失去了其兒子弗雷，他跟另一兒子派西·衛斯理一起擊敗了派厄思·希克泥。
他的兒子們紛紛相繼於霍格華茲大戰後結婚並誕下孩子，分別是：薇朵兒、多明妮奎、路易斯、小茉莉、露西、弗雷二世、羅克珊、露絲·格蘭傑─衛斯理、雨果·格蘭傑─衛斯理，還有外孫詹姆·天狼星·波特、阿不思·賽佛勒斯·波特，和外孫女莉莉·露娜·波特。